# Tredezime
Als Tredezime (seltener: „Tredezim“, v. lat. tredecimus: „der dreizehnte“) oder Terzdezime bezeichnet man in der Musik ein Intervall, das sich aus Oktave und Sexte zusammensetzt und damit dreizehn Tonstufen einer diatonischen, heptatonischen Tonleiter umspannt (z. B. c–a’). Die große Tredezime (a) umfasst 21 Halbtöne, die kleine Tredezime (b) 20 Halbtöne. Beispiel (c) zeigt einen durch Terzschichtung gewonnenen Tredezimakkord.
Notenbeispiel: Tredezimintervalle
Der Begriff ist auch dann anwendbar, wenn das Intervall eine Sexte und zwei oder mehr Oktaven umspannt. Üblicherweise wird er nur verwendet, um den zusätzlichen Oktavabstand zwischen Grundton und Sexte hervorzuheben. Ansonsten ist die Bezeichnung „Sexte“ zu bevorzugen.
Ferner ist die Tredezime in der Jazzharmonik die sechste Terz über dem Grundton (c) und wird in der Akkordsymbolik als „13“ beziffert.
Im Zusammenhang mit der Partialtonreihe, z. B. bei Orgelregistern, wird der 13. Partialton als Tredezime bezeichnet. Diese Tredezime hat zur nächsttieferen Oktave ein Frequenzverhältnis von 13:8.